# Auguste-Joseph De Mersseman

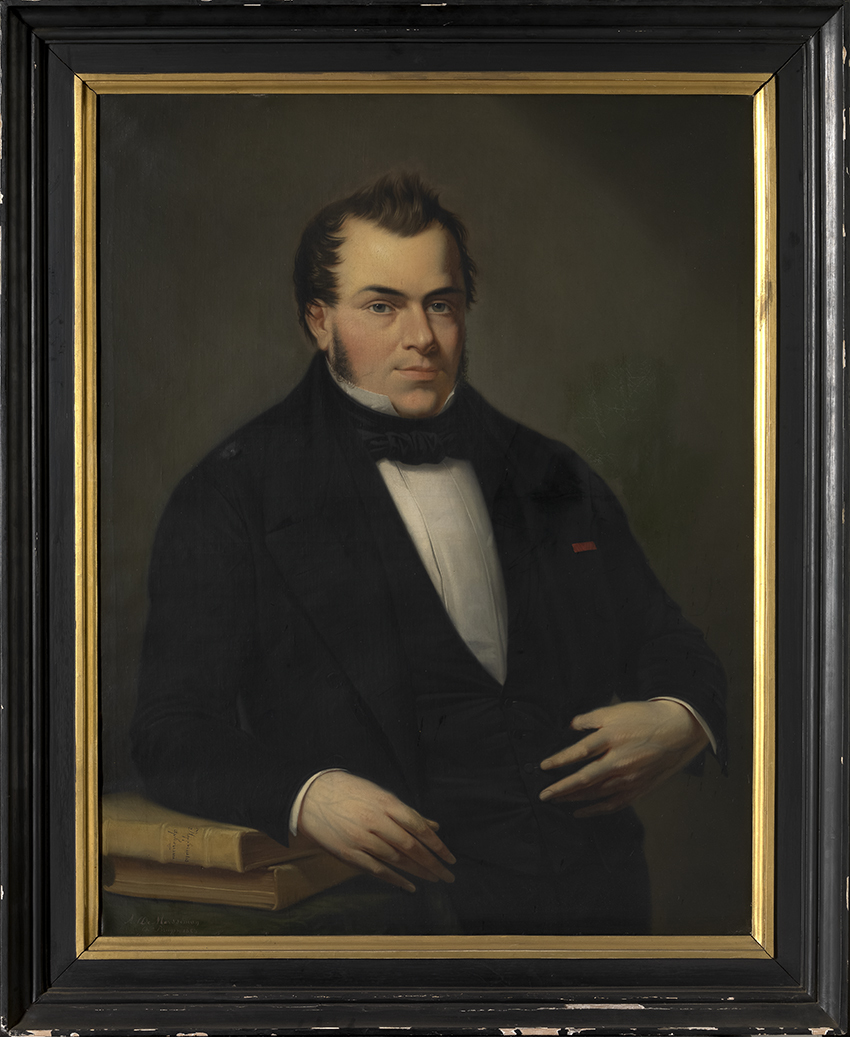
Portret van Jacques De Mersseman door Auguste-Joseph De Mersseman (1853), Groeningemuseum.

Auguste-Joseph De Mersseman (Brugge, 1 maart 1808 - Antwerpen, 6 juni 1880) was een Belgisch kunstschilder uit de romantiek, die wordt gerekend tot de Brugse School.

## Levensloop
Zoon van apotheker De Mersseman, was hij leerling aan de Kunstacademie van Brugge en vanaf 1833 aan de Academie voor Schone Kunsten in Brussel. Vanaf 1840 vestigde hij zich in Antwerpen.
Hij schilderde genretaferelen en portretten. Zijn portretten bieden een romantische, sentimentele benadering van de geportretteerden, meestal notabelen. Er is ook een getekend portret van de Franse beeldhouwer Charles Cordier gekend.
In tegenstelling met wat te verwachten zou zijn met zijn kunstenaarsprofiel komt zijn naam niet voor in de deelnemerslijsten van de Prijs van Rome.
Een meer voorkomend motief bij zijn genretaferelen is dat van de vrouw aan het spinnewiel in een interieur, met telkens een ander fait-divers om de voorstelling te kleuren. 
De Mersseman nam enkele keren deel aan het Driejaarlijks Salon in Antwerpen en één keer aan de tentoonstellingen van levende meesters in Nederland (Den Haag, 1843 met Meisje met hond bij open raam).

## Musea
- Brugge, Groeningemuseum: Interieur met oude vrouw aan het spinnewiel met bij haar een kat en haar jongen (1844).